# پولیتیکو
پولیتیکو (به لاتین: Politiko) یک منطقهٔ مسکونی در قبرس است که در ناحیه نیکوزیا واقع شده‌است.

## خصوصیات
پولیتیکو  ۳۶۹ نفر جمعیت دارد.